# Unternehmen Bamberg
Das Unternehmen Bamberg im März 1942 war das erste sogenannte Großunternehmen, mit dem die Wehrmacht in großem Maßstab gegen sowjetische Partisanen vorging, den Holocaust durchführen half und Zivilisten ermordete. Ein weiteres Ziel war der Raub von Lebensmitteln. Von den mehreren Tausend Menschen, die im Rahmen des Unternehmens Bamberg getötet wurden, waren die meisten Zivilisten.

## Das Unternehmen
Der Oberbefehlshaber der Heeresgruppe Mitte Generalfeldmarschall von Kluge hatte in einem Schreiben an Generalstabschef Halder am 24. Februar 1942 gewarnt, dass immer stärker geschlossene Partisanenverbände im rückwärtigen Gebiet auftauchen würden. Diese würden bereits große Gebiete beherrschen und der wirtschaftlichen Ausnutzung durch die Wehrmacht entziehen. Das Gesetz des Handelns drohe auf die Partisanen überzugehen. Auf diesen Anstoß und einen Vorschlag des Befehlshaber des Rückwärtigen Heeresgebietes Max von Schenckendorff wurde mit dem Placet Hitlers das Unternehmen Bamberg als Pilotprojekt für Großunternehmen gegen Partisanen vom 26. März bis 6. April 1942 durchgeführt. Der Befehlshaber der 707. Infanteriedivision Generalmajor Bechtolsheim befahl dabei „rücksichtslosestes Durchgreifen gegen Männer, Frauen und Kinder“.
Im Raum Glusk-Paritischi-Oktjabrski südlich Bobruisk wurde im März 1942 ein 20 bis 30 km großer Kessel gebildet, der verengt und anschließend ausgekämmt wurde. Die Partisanen konnten jedoch, in kleinere Gruppen aufgespalten, durch die deutschen Linien sickern. Es kam nur zu kleineren Gefechten und die deutschen Verluste betrugen lediglich 7 Tote und 8 Verwundete. Das Unternehmen richtete sich weniger direkt gegen die Partisanen, sondern eher gegen die Zivilbevölkerung, die im Verdacht stand, die Partisanen zu unterstützen. Die Geheime Feldpolizei und der SD führten dazu Untersuchungen und Verhöre durch, in der Praxis neigte man jedoch dazu, alle Bewohner zu töten.
Nach sowjetischen Angaben wurden 30 Dörfer vernichtet und ihre Einwohner durch Erschießen, Handgranaten oder Verbrennen ermordet. Allein in 15 Dörfern sollen dabei 4.396 Menschen ihr Leben verloren haben. Von den Deutschen wurden offiziell 3.500 Todesopfer angegeben. Christian Gerlach geht von 6.000 Todesopfern aus. Die Einzelmeldungen der beteiligten Regimenter belaufen sich auf 226 (Infanterieregiment 747), 651 (Infanterieregiment 727) und 2.000 (slowakisches Infanterieregiment 102 verstärkt durch Polizeibataillon 315) erschossene „Partisanen und Helfer“. Die gemeldeten Zahlen beruhen vermutlich auf geschönten Erfolgsmeldungen. Bei den meisten der als erschossen gemeldeten Partisanen dürfte es sich um mehr oder minder unbeteiligte Zivilbevölkerung gehandelt haben. Insgesamt dürften laut Peter Lieb etwa 200 Juden ermordet worden sein.
Das Oberkommando der Wehrmacht verkündete am 5. April 1942 das Unternehmen als einen großen militärischen Erfolg gegen die Partisanen: „Bei Säuberung des rückwärtigen Gebietes im mittleren Frontabschnitt wurde eine Gruppe von 3000 Partisanen vernichtet“
Es wurden u. a. 2.454 Rinder, 2.286 Schafe, 115 Tonnen Getreide und 120 Tonnen Kartoffeln als Beute beschlagnahmt. Aus Sicht der deutschen Landwirtschaftsbehörden scheiterte die als Erfassungsunternehmen betrachtete Aktion, da die Beschlagnahmung nur ein Teilerfolg blieb und die sogenannte Befriedung des Gebietes als Voraussetzung für eine langfristige wirtschaftliche Ausbeutung nicht eintrat. In den Folgemonaten drang die Wirtschaftsinspektion Mitte aus Sorge um die Versorgung der Truppe mit Lebensmitteln auf eine „Säuberung der landwirtschaftlich wichtigsten Rayons“.
Der Oberbefehlshaber der Heeresgruppe Mitte Günther von Kluge, der Leiter der Abteilung Kriegsverwaltung im OKH Hans Georg Schmidt von Altenstadt und der Generalquartiermeister Eduard Wagner wurden regelmäßig über den Fortgang der Operation unterrichtet. Letzter trug über das Unternehmen auch Hitler vor.
Wegen des einsetzenden Tauwetters musste das Unternehmen vorzeitig abgebrochen werden.
Militärisch war Bamberg ein Fehlschlag. Die Partisanen waren nicht gefasst worden, das Gebiet konnte nicht als gesichert betrachtet werden. Kurz nach dem Abrücken der Deutschen und Verbündeten terrorisierten die Partisanen die Zivilbevölkerung. Nach dem Raubzug des Unternehmens Bamberg versuchte der Scharfmacher Bechtolsheim bei der folgenden Aktion bei Brjansk eine gemäßigtere Besatzungspolitik durchzusetzen. In neuen Richtlinien erklärte er, die dortigen Einwohner würden das Partisanenwesen ablehnen und die Wehrmacht unterstützen, wenn sie sich sicher fühlten.